# Систематика лежишта минералних сировина
Систематика лежишта минералних сировина представља скуп класификација лежишта минералних сировина. Њихова бројност условљена је специфичним геохемијским, физичко-хемијским и металуршким карактеристикама рудних елемената, због тога један исти елемент може бити сврстан у више група у оквиру класификација. У циљу једноставности, лежишта минералних сировина најчешће се класификују са аспекта генезе, односно услова њиховог стварања у серије, групе и класе на следећи начин:
ендогена лежишта-магматска
- лежишта ликвиднихсегрегата
- лежишта магматске кристализације
- ињекциона лежишта

Магматско-постмагматска
- карбонатитска лежишта
- пегматитска лежишта

Постмагматска
- скарновска лежишта
- грајзенска лежишта
- хидротермална лежишта
- вулканска лежишта
- порфирска лежишта

Имамо још и егзогена лежишта и то: лежишта распадања у која спадају инфилтрациона лежишта, реликтна лежишта и биогена седиментна лежишта.
У метаморфна лежишта спадају метаморфна и регионално метаморфна.

## Ендогена лежишта минералних сировина
Генетска серија ендогених лежишта обухвата три основне групе:
- магматска лежишта минералних сировина
- прелазна магматска
- постмагматска

Лежишта минералних сировина која припадају серији ендогених лежишта су релативно честа у природи. Њима припадају лежишта металичних и део лежишта неметаличних минералних сировина. Економски су веома значајна, тако да данас, као и у прошлости представљају један од основних извора за њихово добијање.